# Creu de Sant Jordi
Creu de Sant Jordi (uttal: /ˈkɾɛw ðə ˈsaɲ ˈʒɔrði/), Sankt Georgskorset, är en av de högsta utmärkelserna i Katalonien (Spanien). Den instiftades 1981, genom ett dekret utfärdat av Kataloniens regionstyre, och är en förtjänstutmärkelse som går till personer och organisationer som verkat för Katalonien och dess kultur. Priset delas ut i april månad.

## Bakgrund
Sankt Göran är Kataloniens skyddshelgon, och firandet av honom går i de katalanska länderna tillbaka till senmedeltiden. 1342 började firandet i Valencia, 1407 på Mallorca och 1436 i Katalonien; under 1800-talets katalanska renässans fick firandet en mer patriotisk prägel.
1981 instiftades Creu de Sant Jordi av Kataloniens regionstyre. Den är en av regionens viktigaste förtjänstutmärkelser. Den begränsar sig dock inte till Katalonien utan utdelas även till personer och organisationer från övriga delar av de katalanska länderna, för främjande av katalanskspråkig kultur.

## Utdelande
Priset delas varje år ut i april månad, till ett antal förtjänta personer och organisationer för deras insatser för Kataloniens kultur och identitet. Mottagarnas  namn offentliggörs i mitten av april, och själva utdelandet sker i slutet av april. Däremellan ligger 23 april, Sankt Görans dag (namnsdag även i Sverige) som är en viktig helgdag i Katalonien.

## Utformning
Creu de Sant Jordi är utformat i silver. Det består av ett georgskors, det vill säga ett likarmat rött kors på vit botten. Korset är placerat inuti en kombination av kvadrater (varav den innersta stående på kant); den yttersta kvadraten är fäst i ett band som kan bäras runt halsen. Medaljen utformades av guldsmeden Joaquim Capdevila.
Priset innehåller även bland annat ett diplom, som på utsidan av korset plus texten Creus de Sant Jordi (Sankt Göranskorsen). Pluralformen används ofta i samband med utdelandena av årets olika Sankt Georgskors.
När Creu de Sant Jordi tilldelas organisationer eller institutioner ersätts medaljen av en plakett.
Ett tjugotal personer samt ett tiotal organisationer mottar årligen Creu Sant Jordi.